# Lotte Corporation
Lotte Corporation (nebo Lotte Group; korejsky 롯데그룹) je jihokorejská národní konglomerátní korporace a pátý čebol v Jižní Koreji. Lotte byla založena 28. června 1948 korejským obchodníkem Šinem Kjok-hoem v Tokiu, roku 1967 Shin expandoval společnost i do své rodné země – Jižní Koreje, když založil Lotte Confectionery v Soulu.
Lotte Corporation se skládá z více než 90 obchodních jednotek zaměstnávajících přes 60 000 lidí, kteří se zabývají nejrůznějšími průmyslovými odvětvími, jako je výroba cukrovinek, nápojů a rychlého občerstvení, maloobchod, finanční služby, průmyslové chemikálie, elektronika, stavebnictví nebo vydavatelství. 
Lotte provozuje další podniky v Číně, Thajsku, Malajsii, Indonésii, Vietnamu, Indii, Spojených státech, Spojeném království, Kazachstánu, Rusku, Filipínách, Myanmaru, Polsku, Austrálii a Novém Zélandu.